# Бэттл, Джон
Джон Доминик Бэттл (англ. John Dominic Battle; род. 26 апреля 1951) — британский политик, член Лейбористской партии, бывший член Парламента Великобритании от округа Западного Йоркшира (1987—2010).

## Ранние годы
Родился в Брадфорде, графство Уэст-Йоркшир. Окончил начальную школу в Дьюсбери. Обучался в начальной католической семинарии Архиепархии Ливерпуля, затем в католической школе Св. Эдварда на севере Лондона. В 1976 году (в 25 лет) окончил Лидский университет со степенью бакалавра филологии. С 1969 по 1971 год Бэттл обучался в католической семинарии, чтобы стать священником, однако выбрал политическую карьеру.
C 1979 года был помощником депутата Европейского Парламента. В 1980 году (29 лет) получил место в городском совете города Лидса.

## Депутат Парламента
В 1987 Бэттл достаточно легко выиграл всеобщие выборы и занял место в Парламенте. После того, как Тони Блэр стал лидером Лейбористской партии, Бэттла назначили спикером по вопросам Науки и Технологий (1994 год), а затем спикером по вопросам Энергетики (1995 год).

## Работа в Правительстве
После победы Лейбористской партии на всеобщих выборах в 1997 году, Бэттл стал членом правительства в должности Министра Департамента Торговли. В его компетенцию попали вопросы науки, энергетики и производства. В 1998 году он объявил о закрытии атомной станции в Даунрей (Шотландия). В 1999 году перешел работать в Министерство иностранных дел. В 2001 после поражения лейбористов на всеобщих выборах, покинул Правительство. Позднее работал в Комитете Международного Развития.
В 2002 году Бэттл стал членом Тайного совета Её Величества и был представителем Премьер-министра во всех религиозных конфессиях вплоть до мая 2010 года.

## Награды
27 июня 2009 года папа Бенедикт XVI произвел Бэттла в кавалеры Ордена Святого Григория Великого (Командор со Звездой) за поддержку Церкви и за вклад в качестве депутата Парламента
.

## Личная жизнь и Взгляды
Бэттл является католиком и активно выступает против абортов и против национализма в Северной Ирландии.

### Семья
С 1977 года женат на Мэри Минан (англ. Mary Meenan), католичке ирландского происхождения. Молодые люди познакомились в Университете Лидса, где Мэри занималась исследованиями в области математики. Имеют сына и двух дочерей. Одна из дочерей также окончила Университет Лидса по специальности «математика и финансы». Брат Бэттла, Джим Бэттл, — глава городского совета Манчестера.